# 黑龙江交通职业技术学院
黑龙江交通职业技术学院是黑龙江省的一所专科（高职）院校，位于黑龙江省齐齐哈尔市，它的前身是前身是始建于1946年的齐齐哈尔铁路运输学校，进入21世纪，由成人高校专制为大专高职院校。
该校有三个学区，分别位于东方红小学附近、桥洞子北和肥皂厂附近。目前在校学生12000名，设置6个系25个专业，另外和北京交通大学合作开设成人函授本科专业。
2020年5月11日，中华人民共和国教育部同意备案，将黑龙江交通职业技术学院、黑龙江信息技术职业学院合并组建新的黑龙江交通职业技术学院。